# ميغارجيل
ميغارجيل (بالإنجليزية: Megargel)‏ هي مدينة أمريكية تقع في ولاية ألاباما.ويبلغ عدد سكانها 62 نسمة حسب إحصاء سنة 2010 م.

## المناخ
يظهر الجدول التالي التغييرات المناخية على مدار السنة لميغارجيل:
| البيانات المناخية لـميغارجيل      | البيانات المناخية لـميغارجيل | البيانات المناخية لـميغارجيل | البيانات المناخية لـميغارجيل | البيانات المناخية لـميغارجيل | البيانات المناخية لـميغارجيل | البيانات المناخية لـميغارجيل | البيانات المناخية لـميغارجيل | البيانات المناخية لـميغارجيل | البيانات المناخية لـميغارجيل | البيانات المناخية لـميغارجيل | البيانات المناخية لـميغارجيل | البيانات المناخية لـميغارجيل | البيانات المناخية لـميغارجيل |
| الشهر                             | يناير                        | فبراير                       | مارس                         | أبريل                        | مايو                         | يونيو                        | يوليو                        | أغسطس                        | سبتمبر                       | أكتوبر                       | نوفمبر                       | ديسمبر                       | المعدل السنوي                |
| --------------------------------- | ---------------------------- | ---------------------------- | ---------------------------- | ---------------------------- | ---------------------------- | ---------------------------- | ---------------------------- | ---------------------------- | ---------------------------- | ---------------------------- | ---------------------------- | ---------------------------- | ---------------------------- |
| متوسط درجة الحرارة الكبرى °م (°ف) | 15 (59)                      | 17 (63)                      | 21 (70)                      | 25 (77)                      | 29 (85)                      | 32 (89)                      | 33 (91)                      | 33 (91)                      | 31 (87)                      | 26 (79)                      | 21 (69)                      | 16 (61)                      | 25 (77)                      |
| متوسط درجة الحرارة الصغرى °م (°ف) | 3 (38)                       | 4 (40)                       | 8 (46)                       | 12 (53)                      | 16 (61)                      | 19 (67)                      | 21 (70)                      | 21 (69)                      | 18 (65)                      | 12 (54)                      | 7 (44)                       | 4 (39)                       | 12 (54)                      |
| الهطول مم (إنش)                   | 130 (5.2)                    | 130 (5.2)                    | 170 (6.5)                    | 130 (5.1)                    | 120 (4.7)                    | 130 (5.2)                    | 150 (6.1)                    | 130 (5)                      | 120 (4.6)                    | 69 (2.7)                     | 110 (4.3)                    | 130 (5.2)                    | 1٬520 (59.9)                 |
| المصدر: Weatherbase               |                              |                              |                              |                              |                              |                              |                              |                              |                              |                              |                              |                              |                              |